# Angloromski jezik
Angloromski jezik (ISO 639-3: rme; engleski romski, romski engleski, pogadi chib, posh ‘n’ posh, romanichal), miješani jezik kojim govore Romaničali, etnička skupina Roma na području Ujedinjenog Kraljevstva, poglavito u Engleskoj, nizinskoj Škotskoj i Walesu, odakle su se raširili i po drugim anglofonskim državama, pa ih je danas više u SAD-u (100 000) nego u Ujedinjenom Kraljevstvu (90 000), nadalje u Australiji 5 000 (1985) i južnoafričkoj Republici.
Na Području Ujedinjenog Kraljevstva govori se već nekih 500 godina. Nije razumljiv velškom romskom, kao ni putničkom švedskom, norveškom i danskom. 

## Vanjske poveznice
- Ethnologue (14th)
- Ethnologue (15th)